# Hacımurad Hacıyev
Khadzhimurad Gadzhiyev (en azerí: Hacımurad Hacıyev; Arvgani, Daguestán, 12 de diciembre de 2000) es un deportista azerbaiyano que compite en lucha libre. En los Juegos Europeos de Minsk 2019 obtuvo una medalla de bronce en la categoría de 74 kg.

## Palmarés internacional
| Juegos Europeos | Juegos Europeos     | Juegos Europeos   | Juegos Europeos |
| Año             | Lugar               | Medalla           | Categoría       |
| --------------- | ------------------- | ----------------- | --------------- |
| 2019            | Minsk (Bielorrusia) | Medalla de bronce | 74 kg           |